# 岩出玲亜
岩出 玲亜（いわで れいあ、1994年12月8日 - ）は、日本女子の陸上競技選手。専門は長距離走・マラソン。

## 人物・経歴

### 高校時代まで
1994年12月8日、三重県津市出身。津市立一志中学校時代に陸上競技を本格的に始め、全国中学校駅伝大会には津市立一志中学校メンバーとして1年次、2年次と2回連続出場し、2年次では2区を走り、通過順位を22位から12位に押し上げる区間7位の走りでチームの7位入賞に貢献した。中学3年次では第28回皇后盃全国都道府県対抗女子駅伝競走大会（2010年）に三重県代表として出場し、中学生区間の8区を走った。
中学校卒業後、陸上競技の名門である愛知県の豊川高等学校に進学。高校3年次には陸上部女子チームの主将を任され、第24回全国高等学校駅伝競走大会（女子）に1区走者として出場し、トップと6秒差の5位で襷を渡した。その後は下級生の3区鷲見梓沙、4区関根花観、5区堀優花らの巻き返しで準優勝 に留まり、豊川は大会3連覇を逸した。岩出は「自分のせいで負けた」と悔しい思いであったと云う。

### ノーリツ所属時代
2013年、豊川高等学校卒業と同時に実業団のノーリツに入社。実業団選手となってからはホクレンディスタンスチャレンジや実業団女子駅伝西日本大会、全日本実業団対抗女子駅伝競走大会などに出場。2013年山陽女子ロードレースハーフマラソンの部に出場して4位に入って1時間9分45秒のジュニア女子日本記録を更新した。
2014年、第21回世界ハーフマラソン選手権大会（デンマーク：コペンハーゲン）では、代表選考レースであった前年の山陽女子ロードレースでジュニア日本記録更新での日本人2番目の成績となり、将来が期待され、日本代表選手に選出された。同年3月29日のレースでは個人19位の成績であったが団体戦で日本女子が3位となり銅メダルを獲得した。世界ハーフマラソンの後も織田幹雄記念国際陸上競技大会を始めとしてトラックレースに出場し、10月26日の実業団女子駅伝西日本大会に3区走者として出場した。
3週間後の2014年11月16日には自身初のフルマラソン挑戦として、世界陸上北京大会・女子マラソン代表選考レースの横浜国際女子マラソン大会に出場。レース終盤までトップ争いを演じる健闘ぶりで、2時間27分台のゴールタイムで3位に入選した。岩出が出したタイムは堀江知佳（積水化学工業、当時）が2000年長野マラソンで記録した、2時間29分12秒を更新する10代女子日本最高記録となった。翌2015年3月8日開催の名古屋ウィメンズマラソンに出走、再び同年8月開催の北京世界陸上女子マラソン日本代表を狙ったが、20Km手前で先頭集団から徐々に遅れて、結果2時間29分台の日本人5着・総合8位に留まった。
2016年3月13日、リオデジャネイロオリンピック・女子マラソン代表最終選考会の、名古屋ウィメンズマラソンに出場。30Km地点迄先頭集団に加わり、それ以降は優勝争いから遠ざかるも、自己ベスト記録を3分近く更新する2時間24分台のタイムで、日本人4着・総合5位に入った。
2016年9月25日、自身初の海外マラソン挑戦となるベルリンマラソンに出場、自己記録更新を目指したが、日本女子首位の総合4位ながらも記録は2時間28分台に留まった。翌2017年3月12日、3年連続で名古屋ウィメンズマラソンへエントリーしたが、本番数日前から右足指の痛みが響き、7Km辺りで第2集団から離脱し、結局18Km付近で途中棄権した。

### ドーム・アンダーアーマー所属時代
2017年5月31日付でマラソン専念のためノーリツを退社し、ドーム（現・アンダーアーマー）に移籍した。
2017年11月12日開催のさいたま国際マラソンへ出場するも、予期せぬスローペースと強風の影響からか30km過ぎで優勝争いから脱落。日本女子トップの総合5位ながらも、タイムは2時間31分台に留まり、マラソングランドチャンピオンシップ（MGCシリーズ第2弾・2020年東京オリンピック・女子マラソン選考会）出場権獲得は成らなかった。翌2018年1月28日開催の大阪国際女子マラソン（MGCシリーズ第3弾）へ国内招待選手としてエントリーしていたが、右太腿の故障により欠場を表明。
2018年3月11日開催の名古屋ウィメンズマラソン（MGCシリーズ第4弾）へ、国内招待選手としてスライド出場。25km地点迄はペースメーカーの先導する先頭集団についていったが、それ以降は優勝のメスケレム・アセファ（エチオピア）や高校の後輩である関根花観（日本郵政グループ）らから徐々に離された。それでも以降大きくペースダウンする事無く、うまく纏めて関根に次ぐ総合4位・日本女子2位でゴール。タイムは2時間26分台をマークし、漸くマラソングランドチャンピオンシップ出場権獲得を達成した。
2019年3月10日開催の名古屋ウィメンズマラソン（MGCシリーズ第8弾）に、2年連続して出走。32km過ぎに日本人で一時首位に立った福士加代子（ワコール）に引き離されるが、レース終盤の40km手前辺りからラストスパートを掛けて福士に猛迫し、40.8km地点で福士を逆転。結果日本選手としてトップの総合5位入賞を果たし、さらにマラソン自己記録も46秒更新する、2時間23分台の好タイムでフィニッシュした。
2019年9月15日に開催された、2020年東京オリンピック選考会のマラソングランドチャンピオンシップ・女子マラソンに出場。序盤から5km毎のラップが16分台のハイペースへ果敢についていったが、その後10km地点前では早々第2グループの集団からも脱落。中間点では1時間14分19秒も掛かる苦しいレースと成り、30km過ぎで上原美幸（第一生命保険）がリタイアした為、女子は岩出が最下位となってしまう。岩出自身も途中棄権を何度も考える中で懸命に走り続け、ラスト約1kmは沿道の観客とハイタッチをしながら、9位の最終走者として2時間41分台の記録でようやくフィニッシュ。ゴール後の岩出は「今日は沿道の声援のおかげでゴールにたどり着けた。とても嬉しくて泣きながら完走を目指していた」と涙を流しつつコメント。その上で「このままで終わりたくない。まだ（オリンピックを）諦めてはいない」「残りの国内選考会で、東京五輪女子マラソン代表の残り1枠を狙う」と公言している。
MGCファイナルチャレンジ第3弾・最終選考会だった、2020年3月8日開催の名古屋ウィメンズマラソンへ6年連続して出走。レース序盤からハイペースで進む先頭集団へ積極果敢についていったが、15km付近で集団から後退。結局2時間28分台の総合9位・日本女子5位に留まり、念願の東京五輪代表入りは果たせなかった。
2020年8月31日付で岩出からの申し出によりアンダーアーマーアスレチッククラブを離籍。当面はフリーで競技を続行し、スポーツギフティングサービス・Unlimを利用して活動費としていく予定とした。

## 親族
帝京大学スポーツ医科学センター教授で、帝京大学ラグビー部前監督を務める岩出雅之は叔父に当たる。雅之は、2014年11月16日に明治大学に勝利して関東大学ラグビー対抗戦グループで4年連続優勝を決めた後の記者会見で、玲亜のことを聞かれて「勝ち気で、勝負に向かって行く子です。（初マラソンで）立派な成績やなあ」と相好を崩しながら語った。

## 自己ベスト
- 3000m - 9分13秒30
- 5000m - 15分41秒99
- 10000m - 32分13秒21
- ハーフマラソン - 1時間9分45秒 （2013年12月23日、ジュニア日本記録）
- マラソン - 2時間23分52秒 （2019年3月10日、名古屋ウィメンズマラソン）

### フルマラソン全成績
| 年月       | 大会                               | 順位 | 記録          | 備考                                                                 |
| ---------- | ---------------------------------- | ---- | ------------- | -------------------------------------------------------------------- |
| 2014年11月 | 横浜国際女子マラソン               | 3位  | 2時間27分21秒 | 初マラソン・世界陸上北京大会選考レース・10代女子マラソン日本最高記録 |
| 2015年3月  | 名古屋ウィメンズマラソン           | 7位  | 2時間29分16秒 | 世界陸上北京大会選考レース                                           |
| 2016年3月  | 名古屋ウィメンズマラソン           | 5位  | 2時間24分38秒 | 自己記録更新・リオデジャネイロオリンピック選考レース                 |
| 2016年9月  | ベルリンマラソン                   | 4位  | 2時間28分16秒 | 日本女子首位・初の海外マラソン挑戦                                   |
| 2017年3月  | 名古屋ウィメンズマラソン           | DNF  | 途中棄権      | 18Km付近でリタイア                                                   |
| 2017年11月 | さいたま国際マラソン               | 5位  | 2時間31分10秒 | 日本女子首位・MGCシリーズ第2弾（東京オリンピック選考会）             |
| 2018年3月  | 名古屋ウィメンズマラソン           | 4位  | 2時間26分28秒 | MGCシリーズ第4弾・MGC出場権獲得                                      |
| 2019年3月  | 名古屋ウィメンズマラソン           | 5位  | 2時間23分52秒 | 現自己記録・日本女子首位・MGCシリーズ第8弾                           |
| 2019年9月  | マラソングランドチャンピオンシップ | 9位  | 2時間41分12秒 | 日本女子最下位・東京2020オリンピック日本代表選考競技会               |
| 2020年3月  | 名古屋ウィメンズマラソン           | 9位  | 2時間28分39秒 | MGCファイナルチャレンジ第3弾                                         |
| 2021年12月 | 第52回防府読売マラソン             | 優勝 | 2時間31分32秒 |                                                                      |
| 2022年1月  | 第41回大阪国際女子マラソン         | 8位  | 2時間27分14秒 |                                                                      |
| 2022年3月  | 名古屋ウィメンズマラソン           | 11位 | 2時間27分03秒 | ワイルドカードでのMGC出場権獲得                                      |
| 2022年12月 | 第36回青島太平洋マラソン           | 優勝 | 2時間35分26秒 | 大会新記録                                                           |